# Ämtösjön
Ämtösjön är en sjö i Laholms kommun i Halland och ingår i Lagans huvudavrinningsområde.